# Радомир Кнежевић
Радомир Кнежевић (Кикинда, 1957) српски је сликар, скулптор и редован професор на Факултету ликовних уметности у Београду. 

## Биографија
Радомир Кнежевић је 1983. дипломирао на Факултету ликовних уметности у Београду у класи професора Раденка Мишевића и доцента Чедомира Васића. Постдипломске студије завршио је 1988. на истом факултету код професора Момчила Антоновића.
Од 1989. године почиње са радом у звању асистента на Факултету ликовних уметности у Београду. На истом факултету је од 2001. је ванредни професор за предмет Сликање и цртање, а од 2012. је редовни професор. Од 2002. до 2010. радио је као професор на Академији умјетности у Бања Луци. Као гостујући професор предавао је на Педагошком факултету у Бијељини.
Радио је као руководилац Центра за графику и визуелна истраживања Факултета ликовних уметности у Београду. Био је члан Савета и Сената Универзитета уметности у Београду. Члан Ладе је од 2023.

## Одабране самосталне и групне изложбе
- Београд,
- Кикинда,
- Апатин,
- Париз,
- Милано,
- Њу Мексико,
- Буенос Аирес,
- Марибор,
- Сарајево,
- Нови Сад,
- Бања Лука,
- Амстердам,
- Кил,
- Малме,
- Токио,
- Солун,
- Будимпешта,
- Беч,
- Херцег Нови,
- Љубљана,
- Тузла,
- Петровац на Млави,
- Чачак,
- Смедерево,
- Ријека,
- Кремс.

## Награде
- Награда за цртеж Факултета ликовних уметности у Београду (1982);
- Прва награда града Кикинде за идејни пројекат споменика ,,Ослобођење Кикинде 1918. године“ (1996);
- „ДИСОВА“ награда, 8. Пролећно анале, Чачак (2004);
- Прва награда за скулптуру, 14.Ммеђународни бијенале уметности минијатуре, Горњи Милановац (2018);
- Добитник Златне плакете Универзитета уметности у Београду (2018);
- Прва награда на Пролећној изложби УЛУС-а за проширене медије, Београд (2019);
- Више пута је номинован и био у најужем избору за Политикину награду.[3]

## Уметничко дело
Ликовна критичарка Гордана Станишић је 2023. написала: 
,,Нешто више од две деценије Радомира Кнежевића пратимо као уметника истрајног у идеји да свој рад са прућем привилеговано сачува у неком трансцендентном миру, у сопственој реалности утемељеној на поретку архаично изворне мануелности, хуманистичке, рекли бисмо и етичке свести, непокореног пред налетима супериорних хипертехнологија, и ништа мање дистанцираног од било каквих наратива повучених из актуелних социо-политичких парадигми. Покоравањима, спајањима, компримовањима, напрегнућима, дистракцијама, прожимањима, савијањима, укрућењима, потирањима, отварањима и затварањима, сусретима и разилажењима ... Кнежевић коригује енергетске силе већ структурално формираног живота првобитне органске форме, конструише своје опросторене линеарне облике, условљене искључиво сопственим менталним аскетизмом и априорно личним онтолошким параметрима... Базични елементи Кнежевићевих скулптура/инсталација, уз линију као њихов конститутивни апсолут, јесу тачке-спојеви, простор као реално стање и простор као активирано структурално поље, и сенка у својству продужене пројекције деловања објекта, односно, комплементарног визуелног фактора генерисаног из самог скулпторалног чина”.
По мишљењу ликовне критичарке Драгице Вуковић препознатљива Кнежевићева стваралачка поетика артикулише се као:
"... амбијентална инсталација настала из садејства са природом, од материјала пронађених у природном окружењу – шибља и дрвећа. Радови произилазе из преплета “живих материјала” који су мишљени као својеврсни цртежи у простору галерије у коме они заједно са својим сенкама формирају специфичне визуелне ситуације. Сложене тродимензионалне линеарне композиције акумулирањем појединачних делова, повезаних у хипотетичке сплетове, упућују на сву сложеност и енигматичност унутрашњих структура биљних организама у природи.

Линију, траг на папиру, као линију хоризонта и границу између видљивог и невидљивог света Радомир Кнежевић мења изласком у тродимензионални простор, започиње „цртањем“ природним материјалом. Ствара облике који у својој тананој форми откривају један невидљиви свет који оживљава просторно, у времену текуће „реалности“. Пруће је материјал којим „исцртава“ имагинарне форме, открива свет недоступан непосредном погледу. Мрежасти облици, лелујавим, издуженим присуством, благо ослоњени на тло или окачени тако да лебде, обзнањују струјања, умрежења чије посредно присуство, унутрашња интеракција, најдиректније почиње да утиче на живот, мења га и обликује. Невидљива мрежа путева речи и слика која нас приближава једне другима, за уметника је основа, повод, потка за „ткање“ у материјалу који нам је природа већ дала и разлистала богатом лепезом облика. Пратећи њену мудрост, Кнежевић иде у потрагу, проналажење, а затим припрему и обликовање, грана и прућа да би створио јединствени свет и нови језик материје који тежи да се усклади и хармонизује своје постојање с природом..."